# 山田川 (小矢部川水系)
山田川（やまだがわ）は、富山県を流れる小矢部川水系の一級河川。源流は袴腰山と鍋床山で、砺波平野南部を流れ福野町安居あたりで小矢部川と合流する。同じく富山県で神通川水系の山田川と区別する為に砺波山田川の呼称も使われる。

## 地理
河道は緩やかに蛇行しており曲線部には奇州があって渡瀬や淵、中州があるような自然に近い河川形態をしている。州にはヨシ類やオギ、陸域にマコモ、クズ、ヨモギ、ヒメジオンなどが生えている
平野部に出た山田川は左岸に三段、右岸に二段の段丘面を形成し、城端市街は開析された段丘上にある

## ダム
- 城端ダム

## 流域の観光地
- 袴腰林道の洞窟 - 石灰窯と見られている。
- 人喰谷 - 紅葉が美しい深い谷。
- 善徳寺 - 城端町の中心を為す寺院。
- 林道温泉 - 富山県唯一の二酸化炭素泉。
- 赤祖父石灰華生成地 - 支流の赤祖父川に炭酸水が湧き出ており鍾乳洞のような地形を形成している。

## 主な支川
- 二ツ屋川
- 打尾川
- 池川
- 赤祖父川
- 大井川